# 나가마쓰 다쓰로
나가마쓰 다쓰로(일본어: 永松 達郎, 1995년 4월 23일~)는 일본의 축구 선수로 포지션은 미드필더이다. 현재 몰타 프리미어리그의 산타루치야 FC 소속이다. 
2018년부터 2019년까지 대한민국 내셔널리그 소속 축구 클럽인 목포시청 축구단에서 활약했으며 등록명은 타츠였다.